# Párnica
Párnica és un poble i municipi d'Eslovàquia que es troba a la regió de Žilina, al centre-nord del país.

## Història
La primera menció escrita de la vila es remunta al 1382, i amb el nom en llatí de Villa Paranice el 1420. Entre el 1769 i 1772 s'hi construí un molí de paper al poble. El 1778 hi vivien 878 persones, i el 1828 la població baixà fins als 685 habitants, amb unes 196 cases. El 1930, però, la població arribà als 1.104 habitants i més de 219 cases. El 1910, segons el cens, la població era de 1.091 persones (majoritàriament eslovacs). Fins al Tractat del Trianon la vila pertanyia al Regne d'Hongria, dins del comtat d'Árva, després passà sota administració de Txecoslovàquia, i finalment el 1993 a l'actual Eslovàquia.

## Demografia
| Godina             | 1994 | 2004   | 2014    | 2024    |
| ------------------ | ---- | ------ | ------- | ------- |
| Nombre de persones | 757  | 737    | 867     | 988     |
| Diferència         |      | −2,64% | +17,63% | +13,95% |

| Godina             | 2023 | 2024   |
| ------------------ | ---- | ------ |
| Nombre de persones | 980  | 988    |
| Diferència         |      | +0,81% |